# Потоп (роман Райта)
«Потоп» (англ. Deluge) — науково-фантастичний роман С. Фаулера Райта.
Райт використав метафору потопу та його наслідків, щоб критично прокоментувати британське суспільство 1920-х років. Кіноверсія (вийшла 1933 року), зроблена в Голлівуді, дуже вільно спирається на книгу, зокрема події кінострічки розгортаються в Нью-Йорку. Фільм мав великий успіх у Сполучених Штатах й приніс Райту значний фінансовий прибуток.
Шторм Джеймісон схвально відгукнулася про роман за його оригінальну публікацію в журналі «London Calling», порівнюючи «Потоп» з романом Сесіль Гамільтон повоєнного періоду «Теодор Саваж». «Потоп» також вплинув на роман Джеймісона про Британію, спустошену повенями, Світ закінчується (1937 р., під ім'ям Вільям Лемб).
«Потоп» став першим бестселером Райта як у Сполучених Штатах, так і у рідній Великій Британії Райт, успіх роману дозволив автору продовжувати писати його розширений текст.

## Написання роману
Райт написав «Потоп», працюючи бухгалтером. Не зумівши продати власний роман комерційному видавцю, Райт вирішив самостійно опублікувати «Потоп», після отримання позитивних рецензій від попереднього роману «Земноводні». Раніше Райт зосередився на написанні віршів, допомагаючи створити «Empire Poetry League». До «Потопу» автор мав невеликий досвід написання науково-фантастичних романів, хоча Райт завжди мав інтерес до наукової фантастики.

## Сюжет
У романі описана серія землетрусів, котра провокує всесвітній потоп, який знищує всю цивілізацію, окрім декількох районів Англійської Середньої Англії, які залишаються над водою. Головний герой — адвокат Мартін Вебстер, втрачає дружину та дітей під час катастрофи. Його супутниця Клер Арлінгтон — спортсменка й одна з небагатьох жінок, котрі пережили потоп. Їх любовні стосунки ускладнюються, коли виявляється, що Гелен, дружина Мартіна, все-таки не померла. Цей роман належить до числа з найбільш ранніх прикладів постапокакаліптичної наукової фантастики, також його відносять до наукового роману.

## Відгуки
«Потоп» після свого виходу став бестселером. Спочатку в тиражі було дуже мало примірників, оскільки Райт випустив обмежену кількість у своєму особистому видавництві. Однак позитивна реакція читача на роман, привернула увагу Cosmopolitan Book Corporation, яка забезпечила масовий тираж «Потопу». «Потоп» став першим популярним романом Райта й забезпечив йому значні фінансові надходження. Проте не всі рецензії були позитивними, як зазначив Райт у подальших виданнях роману. Деякі рецензенти припустили, що Райт був «сповнений забобонів» під час написання «Потопу». Інші критикували Райта за його одновимірне розкриття жіночого персонажа. Однак, більшість вважають книгу геніальним твором наукової фантастики. «Потоп» став великим натхненням для майбутніх письменників наукової фантастики Джона Віндема та Джона Крістофера. 1929 року Райт написав продовження «Потопу», роман «Захід», проте останній не мав такого успіху.

## Мотиви
«Потоп» критикує сучасну цивілізацію та класові системи. У романі сучасна цивілізація розбещена, й «Потоп» зображує це нове, менш розвинене суспільство як шляхетне, захопливе та природне, а не дикунське, яке бореться з нереальними футуристичними вигодами і зрештою є корумпованим суспільним цілям. Ця тема була аргументом для багатьох інших авторів наукової фантастики в той час, як письменники, такі як Г. Уеллс, припустили, що науковий прогрес був позитивним і, зрештою, необхідним. Книга також пропонує людям краще взаємодіяти в спрощеному суспільстві.